# Пљачковица (планина)
Пљачковица је планина у јужној Србији, која гледа на Врање. Његов највиши врх има надморску висину од 1.231 метар.
Смештена изнад града Врања, на врху планине се налази ТВ торањ и други телекомуникациони објекти. Бомбардован јс током НАТО агресије СР Југославије 1999. године и значајно је контаминирана муницијом са осиромашеним уранијумом.
Постоји и легенда за Марково кале, да је то некадашњи град-тврђава јунака Kраљевића Марка, који је по њему добио име. Марко је са својим Шарцем са тог места направио подвиг на исток, где је заплакао па отуда назив планинског масива Пљачковица, затим на запад, ту се прекрстио и планина је добила назив Kрстиловица.